# Nikos Liberopoulos
Nikolaos Lymperopoulos (grekiska: Νίκος Λνμπερόπουλος), född 4 augusti 1975 i Filiatra, nära Kalamata, är en grekisk före detta fotbollsspelare.
Lymperopoulos inledde proffs-karriären 1993 i Erani Filiatron. Samma år flyttade han till PAE Kalamata där han gjorde 78 matcher och 20 mål. 1996 lämnade Lymperopoulos den klubben för spel i Panathinaikos i vilken han gjorde 186 matcher och 72 mål. 2003 gick han till AEK Aten, 2008 han till Eintracht Frankfurt, och 2010 han till AEK Aten.
Lymperopoulos gjorde även 75 landskamper och 13 mål för Greklands fotbollslandslag.